# Hellmuth Marx
Pour les articles homonymes, voir Marx.
Hellmuth Marx (né le 17 juin 1915 et mort le 1er janvier 2002 à Lienz) est un sculpteur autrichien. 

## Biographie
Né à Linz an der Donau, Hellmuth Marx est le fils de Viktor Marx (1870–1928), k.u.k. officier et Clara Marx (1876–1948), de son vrai nom Pichler, elle-même née à Oberdrauburg (Auberge Post). De cette union naquirent 5 enfants dont le plus jeune était Hellmuth.
Il fréquente le collège à Graz d’où venait sa grand-mère, Theresia Pesendorfer. Il y passe son baccalauréat à Marieninstitut. 
Dès 1933, il s'inscrit à la faculté d’architecture à l’université technique de Graz où il poursuit ses études pendant 7 semestres – peut-être prenant l’exemple sur ses ascendants à Oberdrauburg – et en même temps, il fréquente les cours des professeurs Daniel Pauluzzi, Alfred Wickenburg et Fritz Silberbauer à la Steirische Landeskunstschule. Il est vraisemblable qu’il fit des études chez Wilhelm Gösser, maître d’un cours de niveau élevé de sculpture en pierre et en bois. Wilhelm Gösser lui-même était le fils du sculpteur Hans Brandstetter dont la plaque commémorative pour le poète Friedrich Marx à Oberdrauburg fut l’œuvre.
1938/39, il commence son service militaire à Klagenfurt, peu après, on l’appelle sur le front de la mer du Nord. Les événements de guerre le mènent à la Laponie, Finlande et Norvège jusqu'à Narvik. Après avoir passé l’examen d'entrée comme auditeur libre à l’académie des beaux-arts à Vienne, il interrompe le service militaire du mai 1939 jusqu’au janvier 1940. 1941/42, un congé d’études lui permet de s’y inscrire pendant l'hiver.
1946/47, il poursuit ses études chez le maître de sculpture, Josef Müllner, à l’académie. Un an après, il habite chez sa mère et ses sœurs à Heiligenblut am Großglockner où il commence à travailler comme artiste indépendant jusqu'à l’automne 1955. Après avoir fait la navette pendant des années entre Heiligenblut et Oberdrauburg, il s’établit finalement à Oberdrauburg. Jusqu’à sa mort, il habite au Stainernhaus. Il est décédé à Lienz.

## Œuvre
Comme plasticien, Marx a créé un œuvre figuratif dont le thème central est le corps humain. Avant tout, il fut sculpteur. Exceptant cette dominante, il se consacre aux beaux-arts en général : à part son apprentissage de sculpture, il pratiquait aussi le dessin (de nu) et la peinture auxquels il ajoutait plus tard la photographie. Les negatifs, parmi lesquels il y avait aussi des portraits, ont disparu.

## Galerie

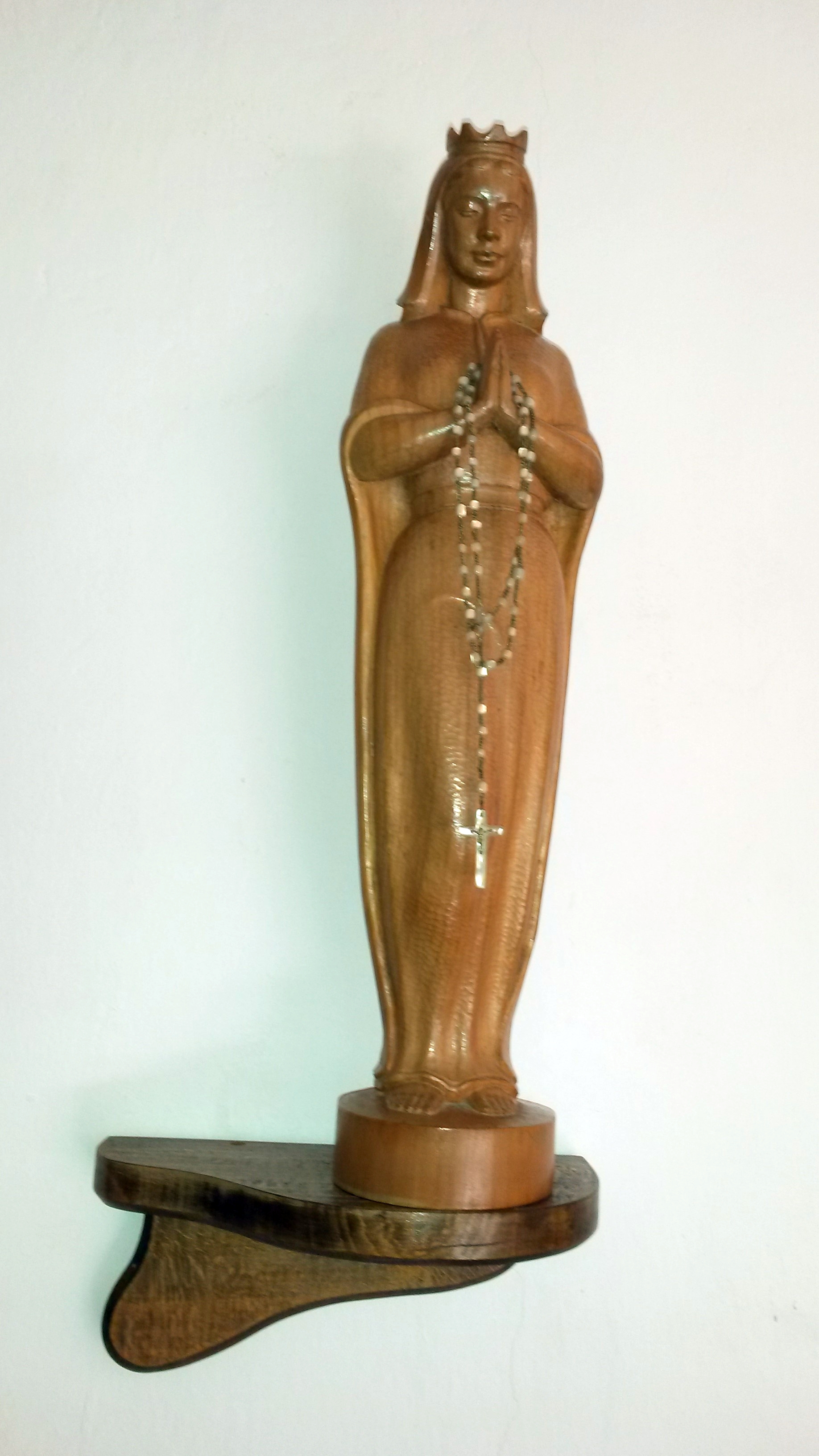
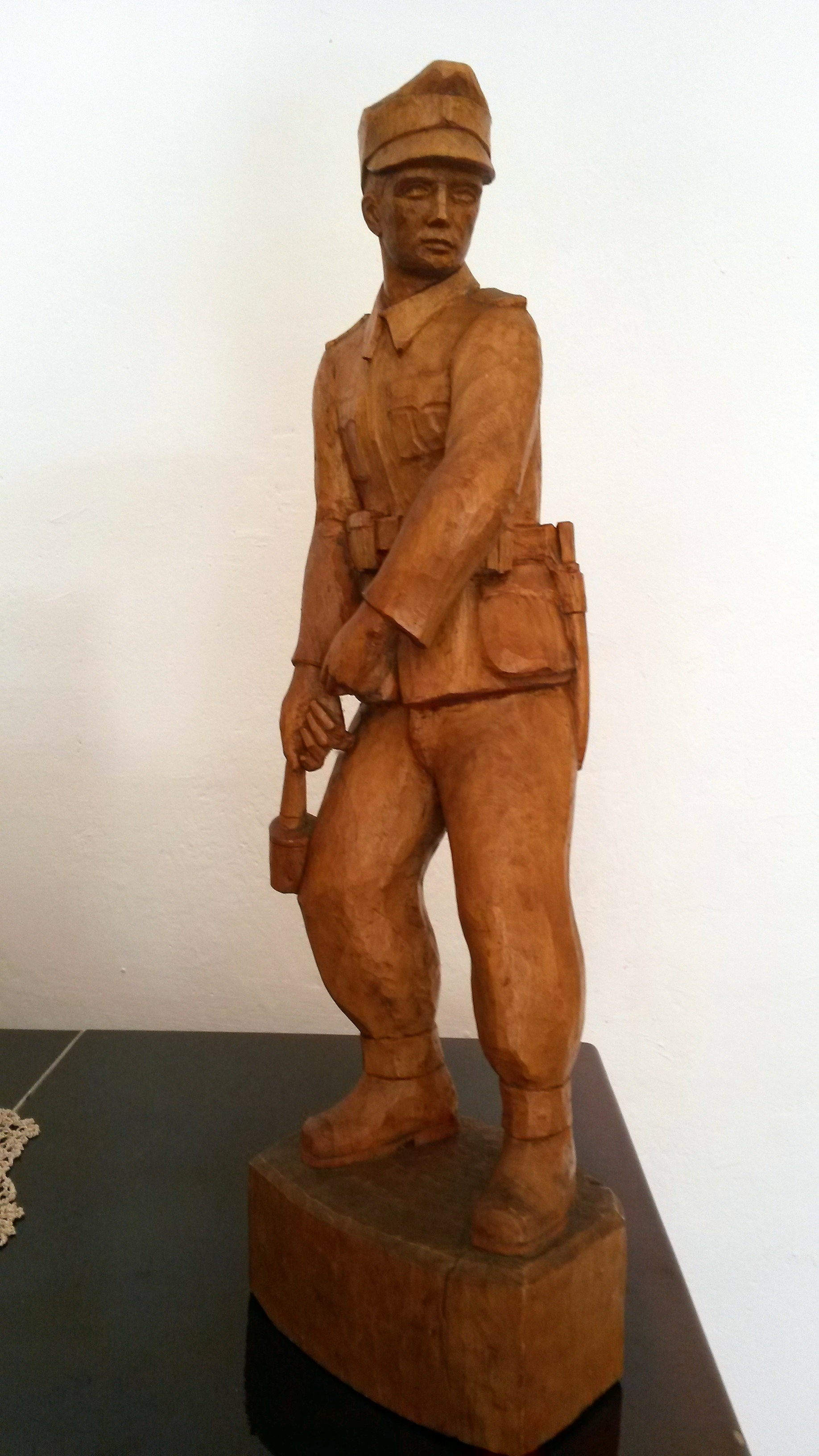
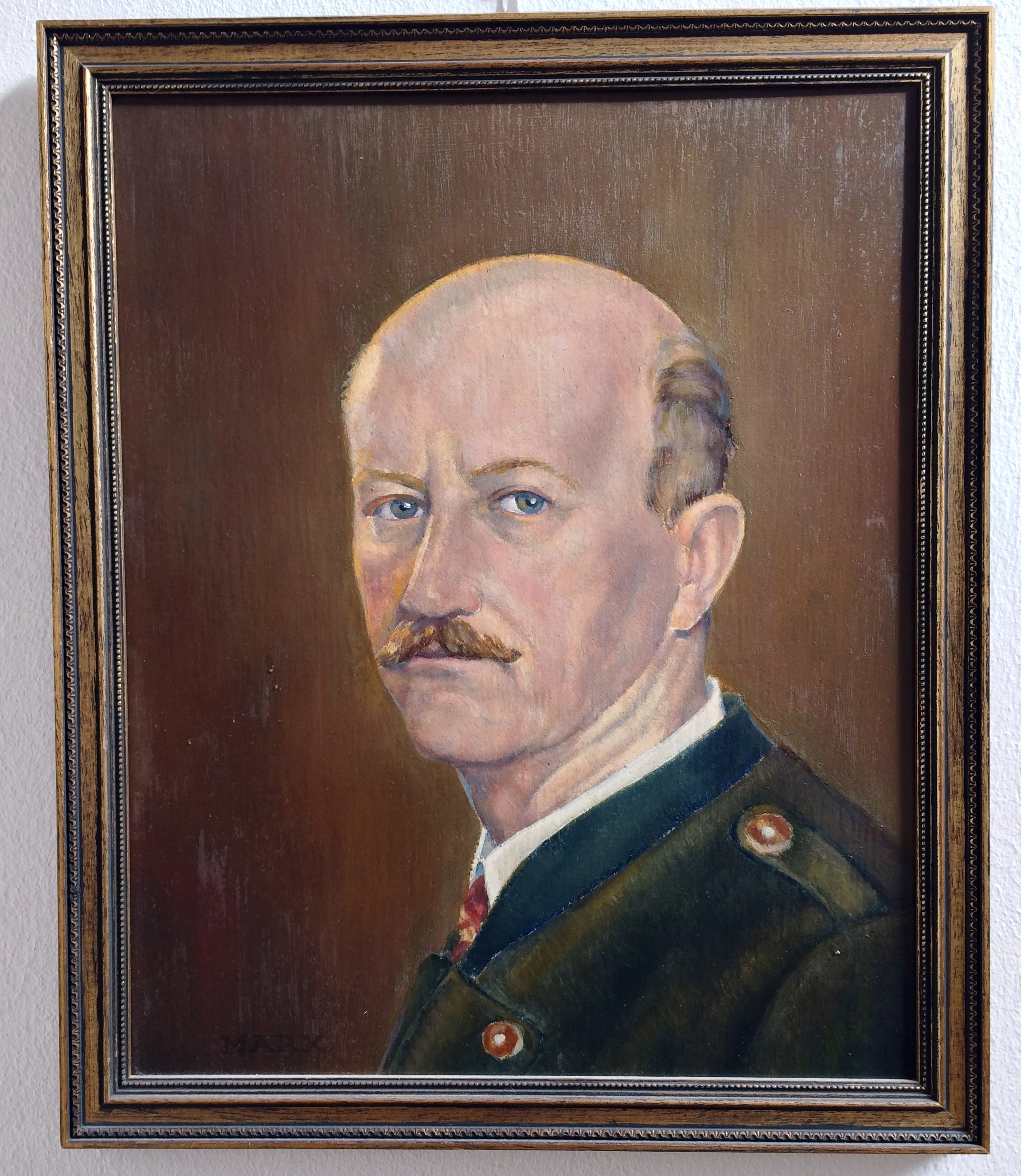
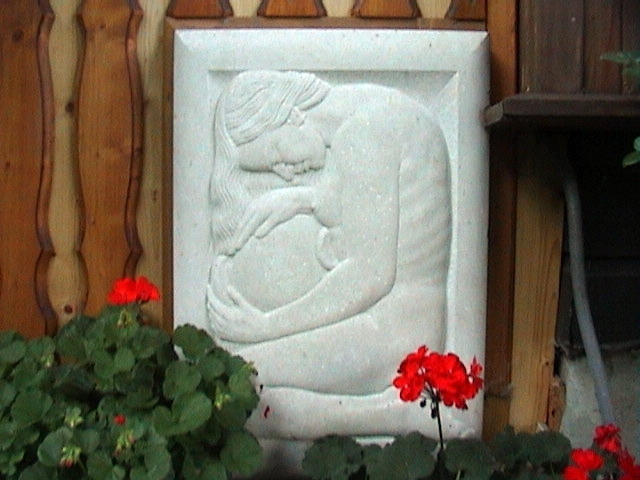
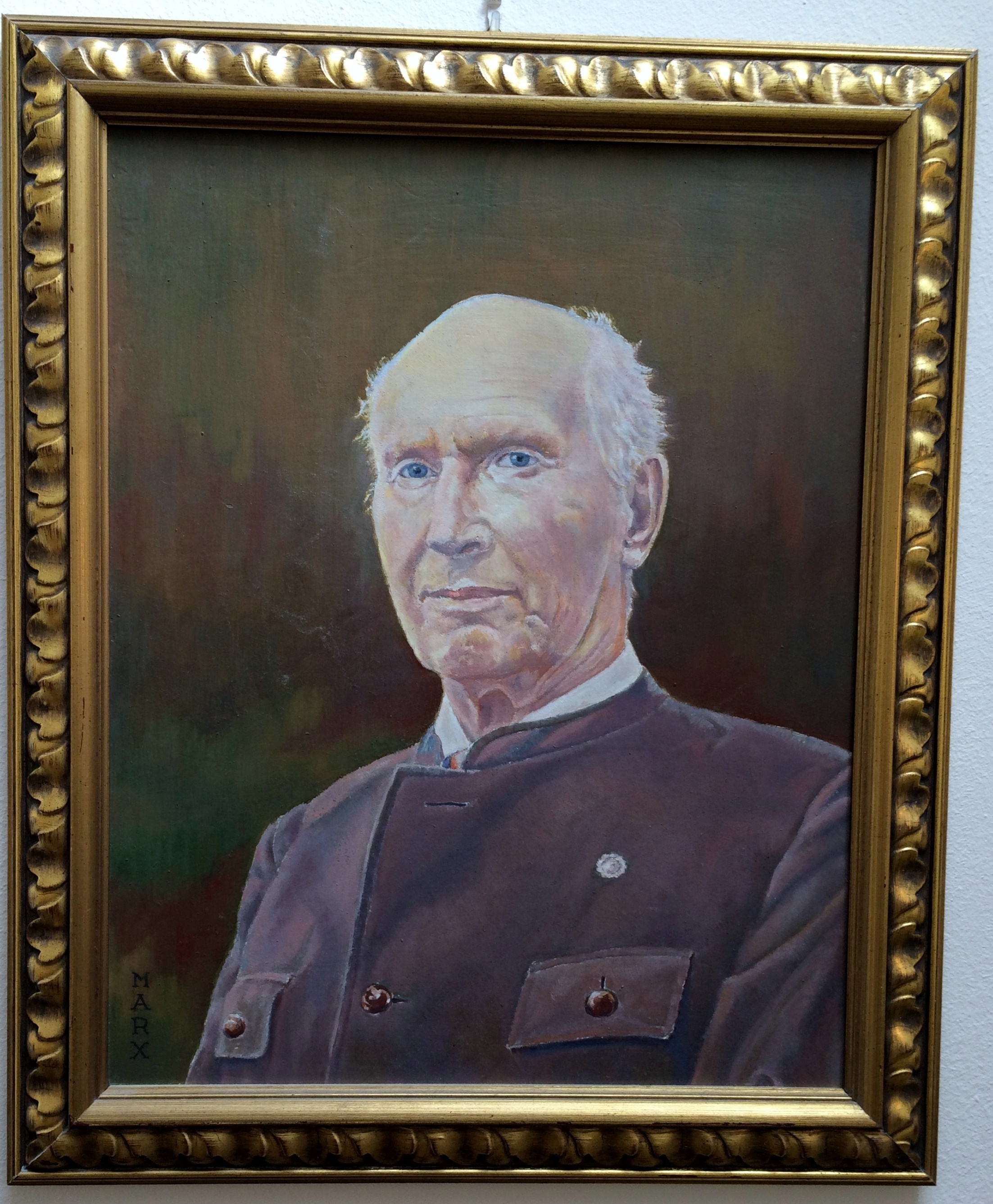

## Sources
- Heidi Brunnbauer: Hellmuth Marx. Bildhauer in Oberdrauburg, Leben und Werke  (ISBN 978-3-902589-51-4)